# IC 1318A
IC 1318A је емисиона маглина у сазвјежђу Лабуд која се налази на листи објеката дубоког неба у Индекс каталогу.
Деклинација објекта је + 41° 49' 0" а ректасцензија 20h 16m 36,0s. IC 1318A је још познат и под ознакама LBN 251.